# 阿尔科斯德拉谢拉
阿尔科斯德拉谢拉，是西班牙卡斯蒂利亚-拉曼恰昆卡省的一个市镇。总面积41平方公里，总人口117人（2001年），人口密度3人/平方公里。